# Gustaf Witting
Gustaf Witting, född omkring 1788, död 1 maj 1830 på Danvikens hospital, var en svensk bildhuggare.
Witting var troligen medarbetare till Sergel och utförde för dennes räkning gjutningsarbeten. Georg Göthe forskade i Wittings liv och leverne och har i en Förteckning på Hofintendenten Sergels medaljonger i Vitterhetsakademiens bibliotek dragit slutsatsen att Witting förvarade Sergels gjutformar på Gråmunkegränd fram till sin död.